# Ermita de la Virgen del Llosar (Villafranca del Cid)
La ermita de la Virgen del Llosar de Villafranca del Cid está situada a 1,5 km de la localidad, en la carretera CV-15, en dirección a La Iglesuela del Cid.

## Historia
En el lugar donde se encontró una imagen de la Virgen, a mitad del siglo XIV se construyó una pequeña ermita que fue reedificada entre 1663 y 1683 por Juan Ibáñez, y después por sus discípulos Juan Felipe y Andrés Dexter. La hospedería se finaliza en 1734, el camarín se comienza en 1758 y el porche del frente se hace durante los años 1845 y 1848. El altar y el camarín fueron pintados y dorados en 1904.

## Arquitectura
El conjunto arquitectónico del Santuario de Nuestra Señora la Virgen del Losar está formado por la ermita, el hostal anexo, los porches, las viviendas y los corrales.

### Estructura
Edificio de planta rectangular, tipo claustral, con tres naves, las laterales de menos altura que la central, se 
encuentran cuatro capillas en cada lado, un coro alto a los pies de la nave y el presbiterio plano, y 
detrás, un camarín. La 
cubierta de la nave principal tiene cuatro tramos con bóveda separados por arcos de medio punto soportados por columnas de orden corintio, el presbiterio está cubierto por una bóveda y el camarín por una cúpula.
El camarín posee un retablo con dos escaleras para acceder a la imagen, buen ejemplo del barroco curvilíneo de la zona, con abundantes motivos oblicuos y rocallas, y un entablamento completamente ondulado.

### Fachada
La fachada está centrada con una portada de dos cuerpos, el inferior con una puerta con dintel enmarcada por pilastras, y el superior, con un frontón roto donde se sitúa una hornacina cerrada por pilastras que soportan otro frontón circular rematado por pináculos.
La cornisa de la fachada sigue la cubierta de dos aguas de la nave y, en el centro, coronando el frontis, se encuentra una espadaña de dos cuerpos, con tres aberturas para campanas.

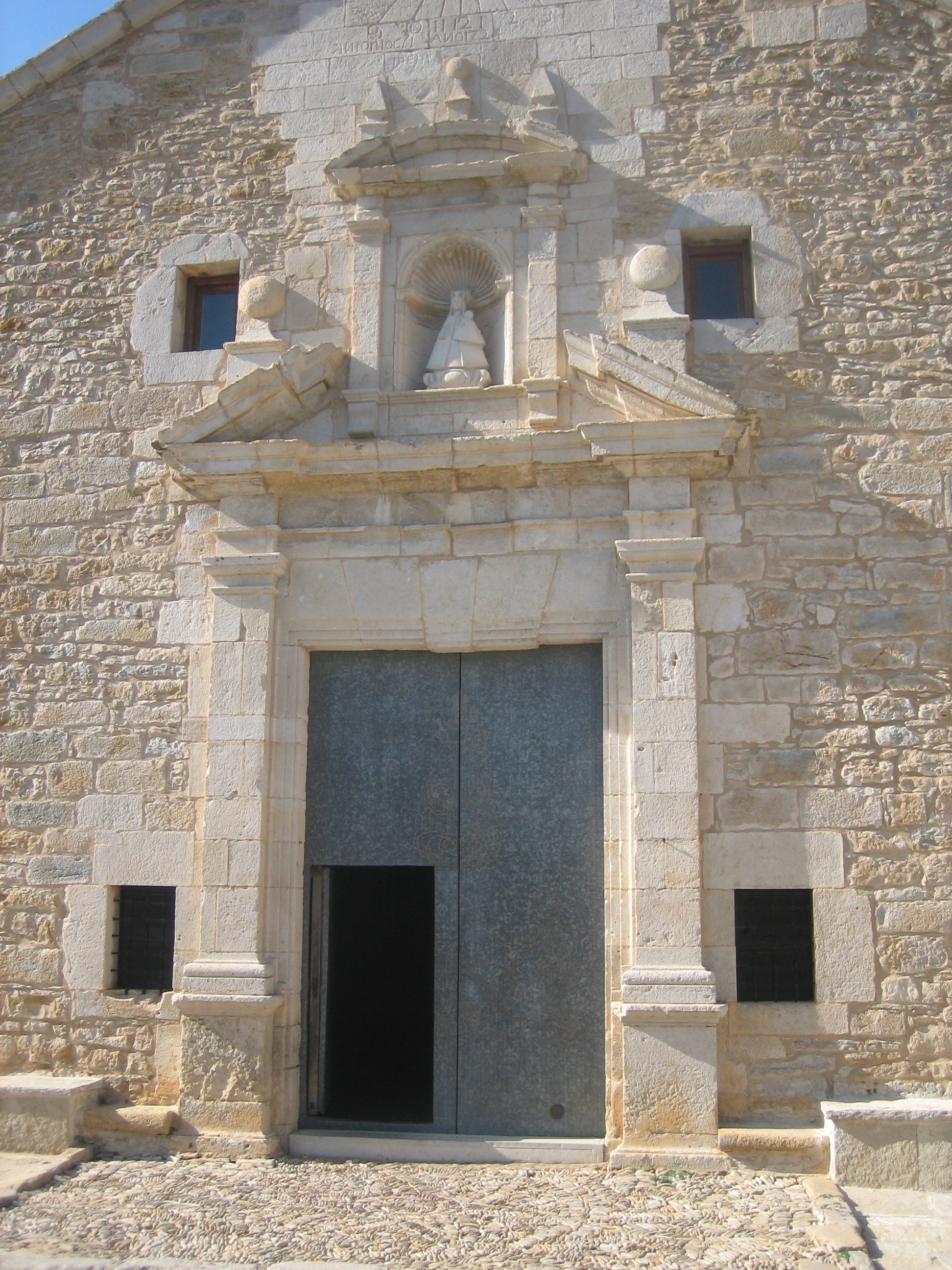
Portada.
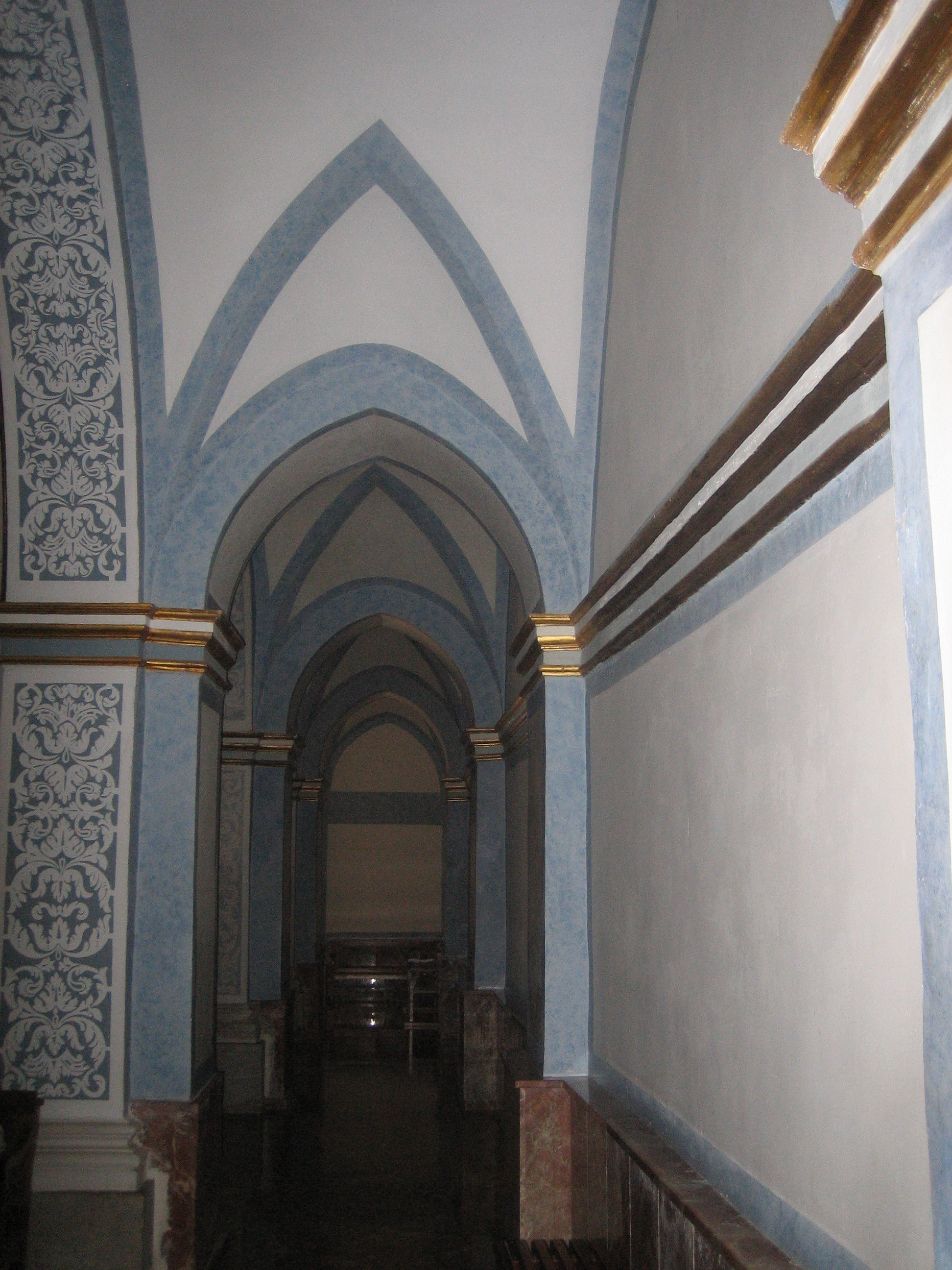
Nave lateral.
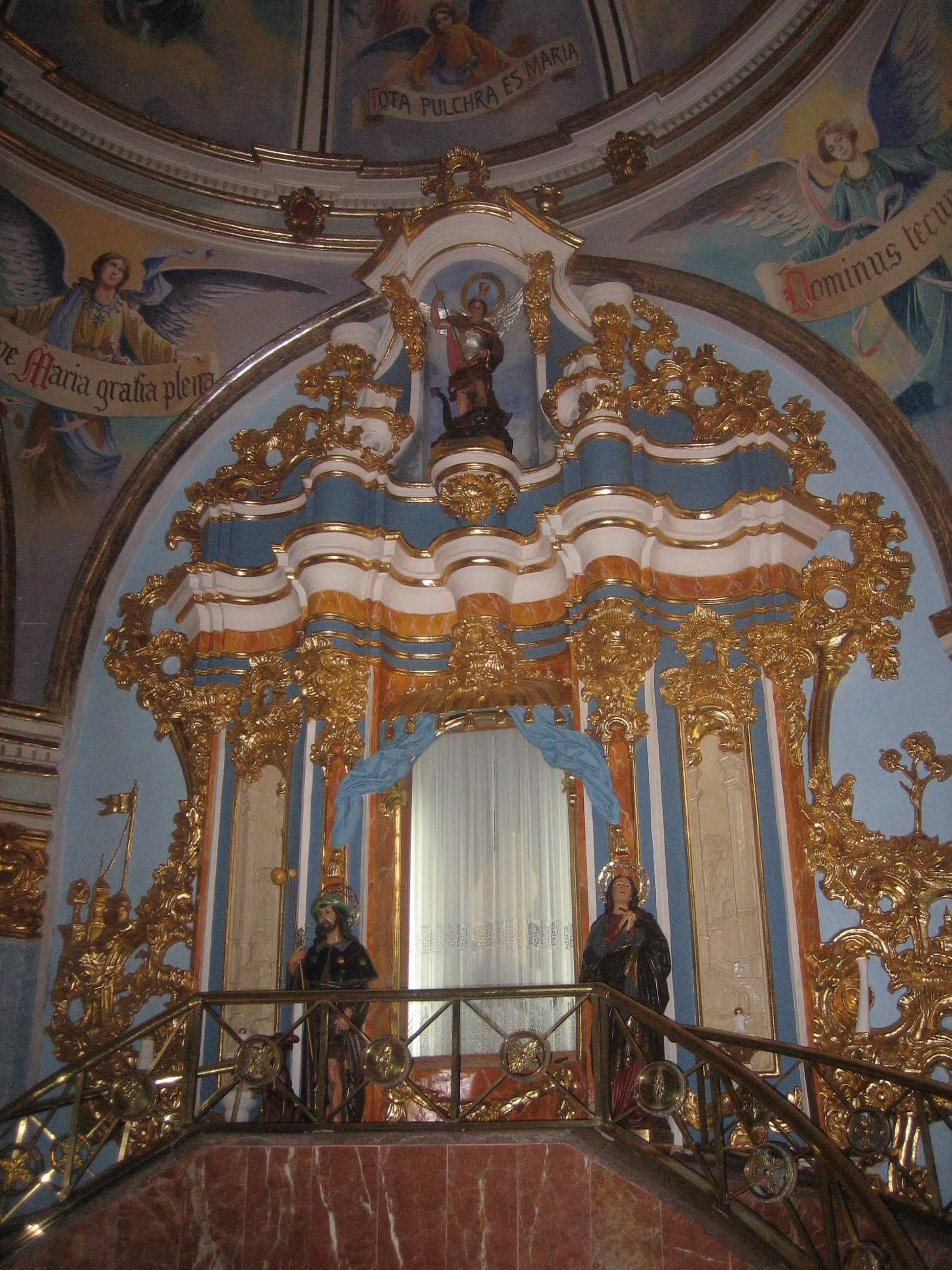
Retablo del camerín.
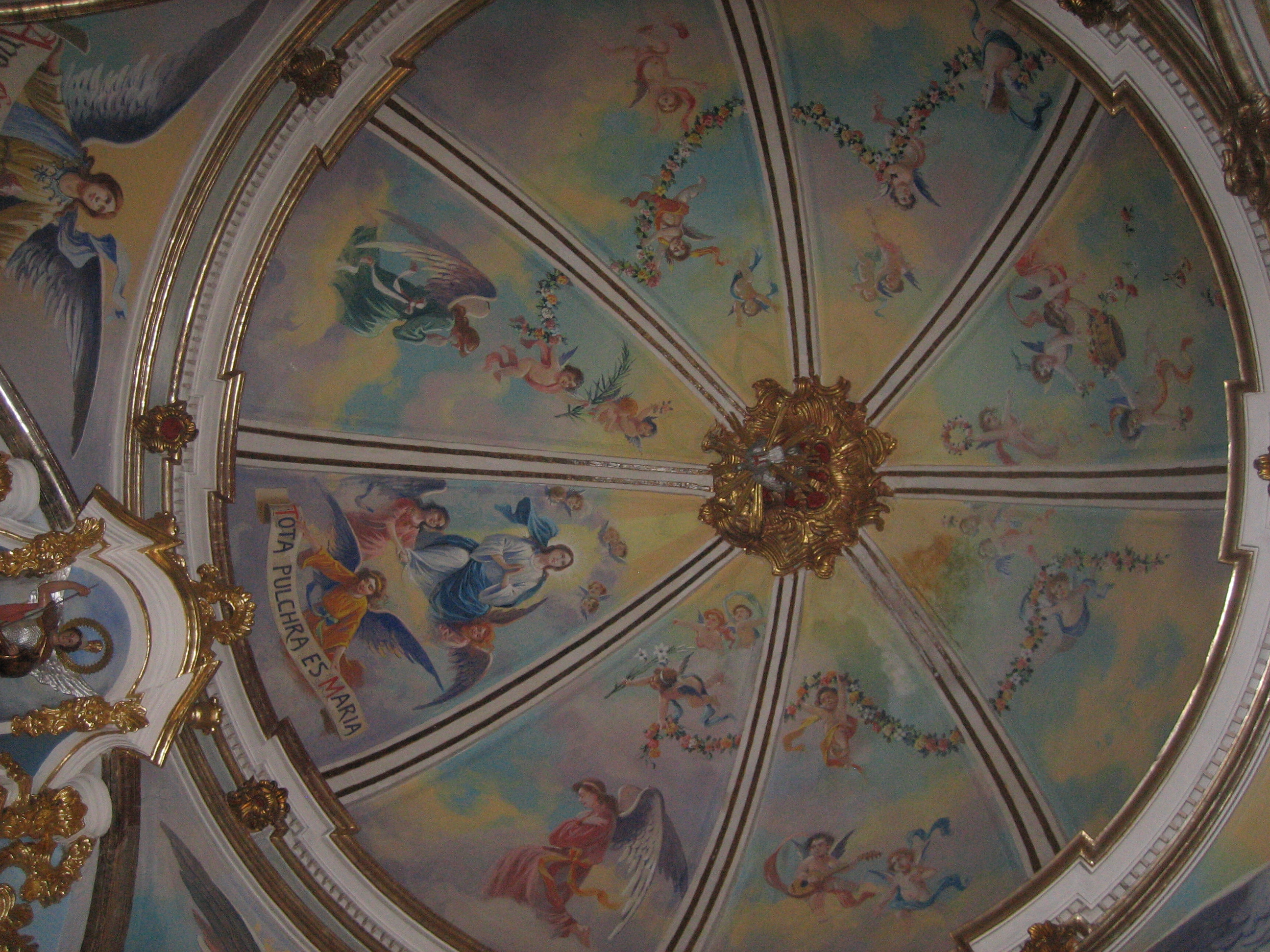
Cúpula del camerín.
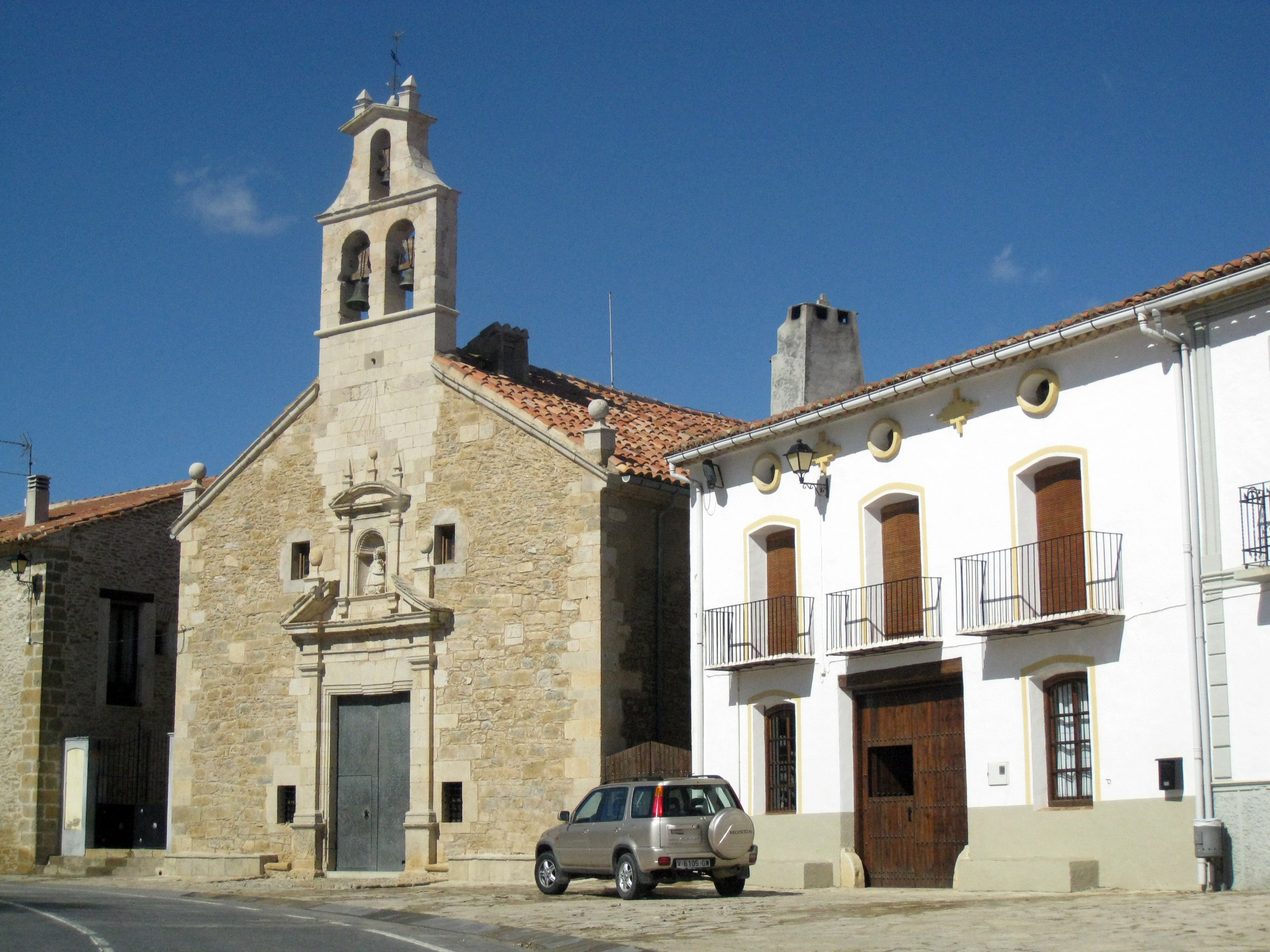
Exterior

## Festividad y tradiciones
Se celebran dos romerías en la ermita, la primera el día de la octava de Pentecostés, penitencial, y la segunda, el 8 de septiembre, con procesión y misa mayor. Los mayorales reparten leche y pasteles a los asistentes.
La tradición cuenta que un campesino que estaba arando encontró una imagen de la Virgen. Este observó que los bueyes se paraban y se incliban hacia el suelo. La reja del arado había topado con un objeto duro, que era la cara de una imagen, cubierta por una losa. El agricultor comunicó el hallazgo al pueblo y se inició la veneración de la imagen.